# 초시공요새 마크로스
《초시공요새 마크로스》(超時空要塞マクロス 쵸지쿠요사이 마쿠로스[*])는 1982년 10월 3일부터 1983년 6월 26일까지 마이니치 방송을 주관방송사로 JNN 계열 26개 지역 민방 네트워크에서 전국적으로 일제히 송출된 SF로봇 만화영화이다. 방송회수는 전 36화. 〈초시공 시리즈〉 및 〈마크로스 시리즈〉의 첫 작품이기도 하다.
대한민국에서는 1990년대 SBS를 통해 《출격 로보텍》이란 제목으로 방영되었으나 이는 미국 〈하모니골드〉로 라이센싱된 《초시공요새 마크로스》 버전으로 원저와는 차이가 있다. 현재 오리지널 36화 시리즈가 DVD로 발매되어 있다.

## 줄거리
서기 1999년, 북태평양, 오가사와라 제도 남아타리아 섬에 길이 1킬로미터가 넘는 우주전함이 추락한다. 이로써 외계인의 존재를 실감하게 된 인류는 지구를 하나의 정부로 통합하고 추락한 전함을 수리하여 ‘마크로스’라는 이름을 부여한다. 2009년 마크로스 진수식 당일, 지구 근처에 ‘젠트라디’라 불리는 외계인 함대가 출현하자 마크로스의 주포 시스템이 자동으로 작동하여 젠트라디군의 전함을 파괴한다. 이를 계기로 지구 통합정부와 젠트라디와의 전쟁이 발발하고 젠트라디와의 교전중에 군인과 민간인 약 5만 8천명을 수용한 전함 마크로스가 명왕성 궤도 근처로 워프해 버리는 사고가 발생한다. 마크로스에 수용된 사람들은 전함을 새로운 삶의 터전으로 삼고 고향 지구를 향한 긴 여정을 시작한다...

## 주요 등장 인물·캐스트
- 이치죠 히카루（하세 아리히로)
- 린 민메이（이이지마 마리)
- 하야세 미사(도이 미카)
- 로이 폿커(카미야 아키라)
- 막시밀리앙 지너스（하야미 쇼)
- 카키자키 하야오(스즈키 카츠미)
- 브루노 J 클로벌(하자마 미치오)
- 클로디아 라살(오하라 노리코)
- 바렛사 레이어드(사사키 룬)
- 킴 캬비로프(츠루 히로미)
- 쟈미 밀리옴(미유키 사나에)
- 린 카이훈(스즈오키 히로타카)
- 브리타이 크리다닉(카니에 에이지)
- 에키세돌 폴모(오오바야시 류스케)
- 캄진 크라브세라(메구로 코스케)
- 미리아 파리나(타케다 에리)
- 내레이션(오하라 노리코)

## 개요
《우주전함 야마토》(일본어: 宇宙戦艦ヤマト)나 《기동전사 건담》(일본어: 機動戦士ガンダム)에 의해 활발해진 1980년대 전반의 애니메이션 붐을 상징하는 작품의 하나로서 로봇 애니메이션에 SF, 러브 코미디, 아이돌이라고 하는 당시의 젊은이들의 유행문화를 녹여놓은 개성있는 구성이 특징이다. 방송개시 후, 팬들의 지지와 관련상품의 판매호조를 이유로 9화의 연장이 결정되었고 방송종료 다음해인 1984년, 극장작품 《초시공요새 마크로스 사랑.기억하나요》(일본어: 超時空要塞マクロス 愛・おぼえていますか)가 공개되어 그 인기가 절정에 달한다. 그 후에도 본 작의 스탭들이 관여한 세계관과 기본요소를 계승한 형식의 〈마크로스 시리즈〉의 작품들이 발표되고 있다.
애니메이션 팬 세대의 작품
본 작품이 《야마토〉나 《건담》과 크게 다른 점이 있다면 제작 쪽에 SF나 애니메이션 등의 팬 출신인 젊은 스탭들이 상당수 참가하고 있다는 점이다. 메카닉 디자인, 그림 콘테, 감수담당의 〈카와모리 쇼지〉(일본어: 河森正治]), 캐릭터 디자인 담당의 〈미키모토 하루히코〉(일본어: 美樹本晴彦)는 케이오 키쥬쿠(일본어: 慶應義塾)고등학교 시절부터 동급생으로 본 작의 기획을 담당하는 핵심 멤버가 되었다.(카와모리는 극장판의 공동감독으로 발탁되었다.) 또, 〈히라노 토시히로〉(일본어: 平野俊弘)(현 : 히라노 토시아키(일본어: 平野俊貴)), 〈이타노 이치로〉(일본어: 板野一郎) 등의 경력 있는 애니메이터들도 본 작을 계기로 애니메이션 팬들에게 주목을 받게 된다. 프로 이외에 아마추어의 학생들도 참가했는데, 〈야마가 히로유키〉(일본어: 山賀博之)는 본 작으로 연출가로 데뷔했고, 〈안노 히데아키〉(일본어: 庵野秀明)나 〈마에다 마히로〉(일본어: 前田真宏)는 원화를 담당했다. 이들 젊은 스탭들은 작품에 〈자신들이 보고 싶은 것을 만든다〉라고 하는 실험적인(아마도 동인적인) 방향성을 가지고 있어 결과적으로 시청자 층과 세대감각을 공유하게 되었다. 이런 자세와 센스를 인정하고 그 힘을 끌어낸 것은 아트랜드의 사장을 겸하고 있던 총 감독 〈이시구로 노보루〉(일본어: 石黒昇)였다.
리얼 로봇 작품
SF 비주얼 분야에서 활약하며 로봇 애니메이션 작품을 떠받치고 있던 〈스튜디오 누에〉(일본어: スタジオぬえ)가 기획한 작품으로서 현실감을 느낄 수 있는 정교한 디자인, 설정이 주목을 받았다. 《건담》이후 일대 시류의 영향 아래 있던 작품이며, 리얼한 SF, 군사고증 아래 운영된 로봇 병기가 다수 등장하기 때문에 〈리얼 로봇물〉작품의 하나라고도 일컫는다. 극중에 등장하는 가변 전투기 발키리와 육전병기 디스트로노이드는 전투기와 전차 등의 현용 병기가 초 과학(오버 테크놀로지)에 의해 진화한 형태라고 설정되고 있다. 《건담》의 모빌슈츠 이후 인형 거대로봇이 군사용 병기의 하나로써 등장하기 때문에 SF적 설정이 되었기는 하지만 본 작에는 〈인간이 신장 10미터를 넘는 거대 외계인에게 대항하기 위해 사용한다〉라고 설명하고 있다. (카와모리 쇼지에 의하면 〈시청자를 담박에 납득시켜 포기하게 하는 방법〉으로 고안되었다고 한다.) 한편으로는 거대한 우주전함 마크로스가 인간형태(강공형)으로 변신한다는 기발한 아이디어와 필살기로써 다이다로스 어택을 사용한다는 점 등은 〈슈퍼 로봇물〉의 요소를 포함한다.
줄거리 면
SF 애니메이션으로는 외계인과의 조우를 다룬 다는 것과 외계인을 지구로 불러들인다는 것을 이유로, 마크로스와 시민들을 지구로부터 방출한다는 것 등 《전설거신 이데온》(일본어: 伝説巨神イデオン)과 비슷한 점이 있다. 한편으로는 지금까지의 로봇 애니메이션에서는 외계인으로부터 공격 받는 다는 것을 의외로 인간 쪽에서 선제공격을 가한다는 것과 지구로부터 진격하는 것이 아닌 갑자기 먼 곳으로 날아가 버려 지구로 귀환하려고 한다는 것 등 지금까지의 형식을 깨는 시도도 행해졌다. 그러나 1화를 통틀어 주인공이 전혀 출격하지 않고 전투장면이 하나도 없는 에피소드도 종종 등장하는 등, 전쟁물의 애니메이션으로서는 이색적인 존재이기도 하다. 이것은 당시의 리얼 로봇물이 지향하는 〈전쟁의 잔혹함〉과 〈정치극〉 따위의 심각한 묘사를 피해, 주인공을 둘러싼 연애 드라마(이치조(일본어: 一条).밍메이(일본어: ミンメイ).하야세(일본어: 早瀬)에 의한 삼각관계)를 축으로 전시 체제 아래에 운영되는 시민사회의 활력을 그린다는 의식적인 연출이었다. 이 노선에 의해 〈문화〉라고 하는 키워드가 이야기를 묶는 하나의 의미를 가지게 된다.
아이돌과 노래
마크로스 함 바깥의 우주전쟁과 병행하여 함 안쪽에는 아이돌 가수 〈링 밍메이〉(일본어: 鈴明美)의 신데렐라 스토리가 전개된다. 밍메이가 노래하는 가요곡을 그저 삽입곡이 아닌 이야기의 군간이 되는 요소로 위치시킨 것은 획기적인 시도이며 이후 마크로스 시리즈에서도 〈노래〉가 중요한 테마가 되고 있다. 밍메이는 애니메이션(허구)과 현실을 있는 버쳐 아이돌의 선구자가 되었고 성우와 극중 노래를 담당했던 〈이이지마 마리〉(飯島真理)는 본 작의 종료 후에 싱어송라이터로서 데뷔한다.

## 기획, 방영의 경위
메가로드 탄생
기획의 발단은 1980년 8월로 거슬러 올라간다. 스튜디오 누에(일본어: スタジオぬえ)는 위드 코포레이션(일본어: ウィズ・コーポレーション)(아트믹(일본어: アートミック)의 전신)의 발주로 TV용 애니메이션 기획 《제노사이더스》(일본어: ジェノサイダス)를 제출한다. 하지만 심각한 내용 때문에 반응이 좋지 안을 것을 우려해 《제노사이더스》외에 스폰서를 받기 쉽게 하기 위한 들러리 작품의 엉성한 기획을 생각해 낸다. 〈변형하는 거대우주전함〉, 〈함내의 시가지〉, 〈적은 거대 외계인〉등의 아이디어를 벼락치기로 만들어 내고, 거대전함을 〈메가로드〉라 명명했다. 기획타이틀을 〈배틀시티 메가로드(가제)〉로 정한다. 들러리용으로 가볍게 만들었기 때문에 내용은 패러디 색이 짙은 가벼운 코미디 물(일부 스탭은 〈장대한 촐랑이 드라마〉라 말한다.)이 되었다.
하지만 원래의 《제노사이더스〉보다 들러리 쪽이 채용될 기미가 농후했기 때문에 강한 패러디요소를 제거하고 우주전쟁을 무대로 한 연애드라마 노선으로 변경, 지구의 존망을 건 싸움과 주인공들의 삼각관계를 동등한 레벨로 그린다는 방향으로 굳어진다. 더욱이 메카닉 디자인의 현실성을 중요시하였기 때문에 군사적 요소(항공전)도 더해졌다. 그 후 위드 코퍼레이션의 해산으로 스튜디오 누에가 기획의 모체가 된다.
마크로스 방송결정
광고 대리점 빅웨스트(일본어: ビックウエスト)(도메인 철자는 웬일인지bic이 아닌 big)가 《메가로드(가제)》를 채용하여 타카토쿠 토이스(일본어: タカトクトイス)등의 스폰서와 프로그램 방송권을 획득한다. 스튜디오누에와의 친교가 있는 이시구로 노보루(일본어: 石黒昇)가 주재하는 아트랜드(일본어: アートランド)가 참가하여 실제 제작의 중심이 되지만 하청스튜디오의 제작능력이 불충분하여 대기업인 다쓰노코프로(일본어: タツノコプロ)가 원청자가 되었고 아트랜드와 아니메프랜드(일본어: アニメフレンド)(다쓰노코프로의 자회사)등이 하청을 받는 형식이 되었다. 시리즈는 4쿨(일본어: クール)(1년 반)의 전 52화에서 48화를 이루었지만, 마지막엔 1쿨이 삭제된 39화가 되었다. 이 구성으로 작화 작업에 들어간 것이 1982년 5월이었지만 제작 측으로부터 23화로 단축이 요청되었기 때문에 젠트라디군의 적대세력인 감찰군의 등장신을 모두 들어내고 제작과 병행했던 내용을 압축하는 개편작업을 전면적으로 수행하게 된다.
타이틀은 빅웨스트의 사장 〈오오니시 요시마사〉(일본어: 大西良昌)의 발안으로 마크로(거대함)와 〈맥베스〉(장대한 인간드라마)를 조합하여 〈마크로스〉로 개명되었다. 부제는 방송직전까지 〈초노급요새〉(일본어: 超弩級要塞)였지만 〈노 일본어: 弩〉를 읽지 못한다는 이유로 〈초시공요새〉로 변경되었다. 〈메가로드〉의 이름은 1987년 발매된 OVA 《초시공요새 마크로스 Flash Back 2012》에 등장하는 마크로스급의 두 번째 전함 메가로드-01로 전용되었다.
작화 문제
1982년 10월 3일에 방송개시 되었지만 스탭의 경험부족, 디자인과 설정의 복잡함, 에피소드의 소실에 의한 재구성 등의 이유로 방송개시 직전까지 제작 스케줄이 촉박했다. 더욱이 같은 날 방영이 시작될 예정이었던 《사랑의 전사 레인보우맨》(일본어: 愛の戦士レインボーマン)의 제작이 늦어졌기 때문에 1~2화를 연속 방송하게 되는 예측하지 못한 사태까지 벌어졌다. 제 11화 《퍼스트 콘택》(일본어: ファースト・コンタクト)에는 동화작업이 완료되지 않아 원화부분만을 촬영 〈애니메이션이라기보다는 종이 인형극 같다〉라는 야유를 받아, 당시의 애니메이션 팬들의 빈축을 사기도 했다. 스케줄 완화의 방편으로 제 17화 《판타즘》(일본어: ファンタズム)은 기존 필름을 재편성하여 제작했다.(신규 작화는 극 일부)
또 아니메프랜드가 해외 발주한 한국의 스튜디오(크레디트에는 모두 〈스타프로〉라고 표기)의 작화 수준이 현저하게 떨어졌고 일본에서의 수정이 제대로 이루어지지 않은 상태에서 방영되었다. 이 때문에 아트랜드의 주력 스탭들이 담당한 스토리의 구성상 중요한 〈작화가 좋은회〉와 외주분의 〈작화가 나쁜회〉의 차가 극단을 치닫게 된다. 이렇게 들쭉날쭉하게 방송되는 혼란한 상황은 계속되었다.
한편, 이타노 서커스(일본어: 板野サーカス)로 대표되는 애니메이션사에 영향을 남긴 묘사도 도처에 등장한다. 특히 27화에 등장하는 몬스터 제로원의 발진 시퀀스의 묘사는 애니메이션잡지에서도 화제가 되어 당시의 애니메이션 팬들을 들끓게 했다.
연장화
하지만 완구 세일즈의 결과에 만족한 스폰서의 요청에 의해 방송개시 후 곧 다시 36화로 연장이 결정된다. 시간적으로 재편성은 어렵기 때문에, 최종회 예정이었던 27화 《사랑은 흐른다》(일본어: 愛は流れる)를 기점으로 남은 9화는 그 1년 반 후의 에피소드를 그리게 되었다.(회상편 적인 구성을 제안했지만 거부되었다.) 더욱이 1983년 3월에는 극장판의 제작이 내정되어 주요 스탭들이 극장판과 후속 프로그램 《초시공세기 오거스》(일본어: 超時空世紀オーガス)의 준비로 떠나버렸기 때문에 1~27화(전쟁편)와 28~36화(전후편)가 구성상 많은 차이를 보이는 작품이 되었다. 열악한 제작환경에 괴로워하던 스탭들의 부끄러운 추억은 1984년 7월 공개된 《초시공요새 마크로스 사랑.기억하나요》(일본어: 超時空要塞マクロス 愛・おぼえていますか)에 의해 당시 최고수준의 작화 품질로 그 결실을 맺게 된다.

## 반향, 영향

### 평가
신규 애니메이션 영역의 개척을 겨냥해 일요일 오후2시에 방송되었지만 휴일인데다 시청자들이 집에 있지 않은 시간대이기 때문에 시청률을 평균 6.4%에 그쳤다. 비디오 보급률이 낮았던 당시, 이 방송 시간대에 고생하던 팬들도 있었던 등 보통의 애니메이션에서는 볼 수 없었던 높은 연령층의 시청자도 많았지만 수요일 오후 5시 30분에 방송한 지역 방송국 야마가타 TV(일본어: 山形テレビ)에서는 시청률 36%를 기록하는 등, 애니메이션 팬의 관심도가 높았다. 특히 실질적인 최종화인 제 27화 《사랑은 흐른다》(일본어: 愛は流れる)는 영상과 음악이 일체화된 스펙터클한 전개가 평가되어 1983년도의 아니메 그랑프리 서브타이틀 부문을 수상했다. 또 삼각관계의 진전을 둘러싼 열성 팬들은 〈밍메이 파〉와 〈미사 파〉로 나뉘어 열정적인 토론을 벌이는 상황도 발생했다.
한편으로 일부의 비판적인 애니메이션 팬, 시청자로부터는 애니메이션잡지의 투고 등을 통해 작화 붕괴와 전쟁, 군대를 묘사한 것에 질타를 받았지만 오해 때문에 발생한 의견도 있었다. 잡지 《애니맥》(일본어: アニメック)은 〈마크로스는 카탈로그세대의 신영상인가?〉라는 연재 기사에서 이야기의 주제보다 메카와 캐릭터에 주목하는 시청자의식의 변화를 상징하는 작품으로 고찰하고 있다.
또 아침 드라마처럼 연애극이 진행되는 연장화 (28~36화)의 구성은 팬과 스탭들 사이에 찬반양론을 남기고 있기도 하다.

### 이후의 영향
마크로스의 성공에 의해 〈마크로스 시리즈〉의 작품 이외에도 빅웨스트에 의한 〈초시공 시리즈〉 (《초시공세기 오거스》(일본어: 超時空世紀オーガス), 《초시공기단 서던크로스》(일본어: 超時空騎団サザンクロス), 《기갑창세기 모스피다》(일본어: 機甲創世記モスピーダ), 《메가존23》(일본어: メガゾーン23))등의 유사한 콘셉트를 가진 작품이 등장했다. 특해 아트랜드가 제작하고 마크로스의 스탭들이 참가한 《메가존23》는 OVA장르 최초의 대 히트작이 되어 〈메카와 미소녀〉라고 하는 현재에도 계속되고 있는 조류의 선구자가 된 역사적인 작품이기도 하다. 또 본 작의 〈연애〉, 〈평화〉, 〈고대문명의 유산〉 등의 주제에 강한 영향을 받아 후에 《기동전함 나데시코》(일본어: 機動戦艦ナデシコ)같은 오마쥬적 리얼 로봇 애니메이션도 다수 발표되었다.
본 작과 《우르세이 야쓰라》(일본어: うる星やつら)의 인기에 의해 20대 전반의 젊은 크리에이터들의 두각을 나타내었고 〈나가노 마모루〉(일본어: 永野護)등의 개성있는 작가들이 주목받게 된다. 〈가이낙스〉(일본어: ガイナックス)의 전신인 〈다이콘 필름〉(일본어: ダイコンフィルム)은 자체제작 애니메이션 《DAICON 3 오프닝 애니메이션》의 완성품을 스튜디오 누에에게 판매하여, 〈야마가 히로유키〉(일본어: 山賀博之)와 〈안노 히데아키〉(일본어: 庵野秀明)가 〈기술연수〉의 명목으로 상경, 아트랜드에서 마크로스 제작에 참가했다. 그 후 제작된 《DAICON 4 오프닝 애니메이션》에서는 〈미야타케 카즈타카〉(일본어: 宮武一貴)와 〈이타노 이치로〉(일본어: 板野一郎), 〈히라노 토시히로〉(일본어: 平野俊弘), 〈카키노우치 나루미〉(일본어: 垣野内成美)들이 원화협력으로 참가했다. 마크로스로 촉발된 애니메이터도 많은데 〈유우키 노부테루〉(일본어: 結城信輝)는 본 작의 27화 《사랑은 흐른다》(일본어: 愛は流れる)를 본 것이 애니메이션 업계에 뛰어든 계기가 되었다고 이야기하고 있다.
또, 잊어서는 안되는 것이 〈발키리〉라 할 수 있다. 실제로 존재하는 기체(F14 톰캣)과 흡사한 전투기가 로봇으로 눈 깜짝할 사이에 변형한다는 설정은 혁신적이며 이 후의 로봇 애니메이션에 강한 영향을 주었다. 마크로스 방영이 끝난 지 반년 뒤에 제작한 《성전사 단바인》(일본어: 聖戦士ダンバイン)에서는 중간부터 주인공의 메카가 된 〈빌바인〉(일본어: ビルバイン)이 전투기형으로 변형가능하며, 이년 후에 제작된 원조 리얼 로봇 애니메이션의 속편 《기동전사 Z건담》(일본어: 機動戦士Ζガンダム)에서도 Z건담이 전투기형태로 변형 가능하다는 점 말고도 같은 형태의 가변 메카가 다수 등장한다. 이런 점 때문에 〈건담〉과 함께 〈리얼 로봇 애니메이션의 2대 금자탑〉으로서 〈발키리〉는 리얼 로봇군에 변신 붐을 불러 일으킨 혁신기라 일컫는다. 또 발키리의 전투 장면에 자극 받은 할리우드에서는 실사영화 《탑건》이 제작되었다.
본 작은 가공의 아이돌이 등장하는 〈아이돌 애니메이션〉의 선구적 작품이기도 하다. 가공의 아이돌과 타이업하는 형식으로 신인가수가 데뷔 한다는 패턴은 미디어믹스의 수법으로서 《마법의 천사 크리미 마미》(일본어: 魔法の天使クリィミーマミ)의 〈오오타 타카코〉(일본어: 太田貴子), 《메가존23》(일본어: メガゾーン23)의 〈미야사토 구미〉(일본어: 宮里久美), 《아이돌전설 에리코》(일본어: アイドル伝説えり子)의 〈타무라 에리코〉(일본어: 田村英里子) 등에서도 발견할 수 있다.
이 밖에도, 젊은 제작 스텝의 일부가 사용한 〈오타쿠〉(御宅)라는 이인칭을 본 작의 등장인물들이 사용하여 이 이인칭은 애니메이션 팬들 사이에 널리 사용되었고 이것이 후에 〈오타쿠〉라고 하는 언어(의 용법)가 탄생한 원인이 되었다는 설도 있다.

### 해외 수출
〈마크로스〉는 같은 다쓰노코 프로 제작의 《초시공기단 서던크로스》와 《기갑창세기 모스피다》와 같은 세계, 같은 시간축의 스토리로서 재편집된 《ROTOTECH》(로보텍)의 제 1시즌 〈THE MACROSS SAGA〉로서 해외 방송되어 큰 인기를 얻어 지금까지도 계속되고 있는 해외에서의 일본 애니메이션 붐의 선구자가 되었다. 마크로스 이전에 수출되어 인기를 얻었던 《과학닌자대 갓챠맨》(일본어: 科学忍者隊ガッチャマン)은 엄청나게 재편집되어 줄거리가 완전히 달라졌고 폭력묘사와 주요 등장인물의 죽음 등이 삭제되었던 것에 반해 ROBOTECH에서는 세작품을 엮기 위한 설정변경과 등장인물의 이름 변경 이외에는 거의 그대로 번역되어 방송되었다. 그 후 오리지널 스토리의 속편이 만들어졌고 워너브라더스가 실사 영화화를 계획 중이라는 소식도 들려온다.
영어 더빙판인 《Super Dimension Fortress Macross》는 1984년에 1~3화 수록의 비디오가 발매되었지만 ROBOTECH 인기의 영향으로 전화 수록 판은 오랜 기간 발매되지 않았다. 2001년에 영어 자막판(일본어 음성)이 전화 DVD화되었고 2006년에는 ADV Film사가 영어 더빙 5.1 음성판의 DVD시리즈를 발매했다. 이 ADV판에서는 미국에 거주하고 있는 〈이이지마 마리〉(일본어: 飯島真理)가 영어로 다시 한번 밍메이역을 연기한다.

## 저작권

### 관련기업간의 공소
2001년부터 2005년에 걸쳐 도쿄지방제판소, 도쿄고등제판소에서 본 작의 지적재산권을 둘러싼 민사소송이 진행되었다.
저작권
제작회사의 다쓰노코 프로가 광고대리점의 빅웨스트, 기획의 스튜디오 누에를 상대로 저작권은 다쓰노코 프로에 있다고 주장하는 소송을 일으켰다. 경제적 책임(제작비의 지출)을 담당한 것이 평가되어 영화의 저작물로써의 권리는 다쓰노코 프로가 소유하는 것으로 판결되었다.
도안(디자인)
본 작의 캐릭터 디자인과 메카닉 디자인을 둘러싼 재판도 진행되었다. 이번에는 빅웨스트와 스튜디오 누에가 공동으로 다쓰노코 프로를 상대로 한, 공수가 역전된 재판이었다. 여기서는 다쓰노코 프로가 패소하여 캐릭터 디자인과 메카닉 디자인은 빅웨스트와 스튜디오 누에의 공동소유로 판결되었다.
작품명
더욱이 다쓰노코 프로는 《초시공요새 마크로스II – LOVERS AGAIN》(일본어: 超時空要塞マクロスII -LOVERS AGAIN-), 《마크로스7》(일본어: マクロス7), 《마크로스 플러스》(일본어: マクロスプラス), 《마크로스 다이너마이트7》(일본어: マクロス ダイナマイト7), 《마크로스 제로》(일본어: マクロス ゼロ) 등에 동사가 관련되지 않은 채 유사한 명칭의 작품이 제작, 판매되고 있는 것에 대해 반다이 비주얼(일본어: バンダイビジュアル)과 빅웨스트를 상대로 명칭의 사용금지와 배상을 요청하는 소송을 일으켰지만 기각되었다.

### 〈발키리〉의 명칭
AMT 아텔사에서 발매된 XB-70의 1/72 스케일의 플라스틱 모델이 시판되었던 시절, 일본 국내에의 대리점을 통해 판매되었던 물건에는 빅웨스트의 판권 스티커가 붙어 있었다. 본 작의 주역 메카 VF-1 발키리의 이름은 XB-70의 애칭 〈발키리〉와 같았지만 이 명칭을 빅웨스트가 상표등록했기 때문에 가공의 메카의 명칭이 실제의 기종을 모델로 한 상품에 영향을 준 이레적인 사건이 되었다. 이 사건은 《〈XB-70 발키리〉라고 하는 애칭을 사용하는 것은 저작권에 접촉되는 것이 아닌가》라는 관계 각 방면의 문제제기에 의해 모형잡지에 의한 XB-70의 플라스틱 모델 제작기사에 긴급회피적으로 〈봘키리〉로 표기되는 등 일시 혼란을 초래했다.

## 발키리의 도작
1984년 한국의 애니메이션 영화감독인 김청기가 발표한 애니메이션 《스페이스 간담V》에는 《초시공요새 마크로스》의 주력 메카인 〈발키리〉와 같은 디자인의 변신로봇이 등장하며, 주인공의 조종복도 마크로스의 그것과 매우 흡사하다. 1980년대 한국 애니메이션의 어두운 모습이기도 하지만 일본의 일부 애니메이션 팬(특히 마크로스의 팬)들 사이에는 《스페이스 간담V》에 높은 관심을 보이는 경우가 있다.

## 방영 리스트
| 회 | 서브 타이틀       | 방송일         | 각본              | 그림 콘티         | 연출                            | 작화감독                         |
| -- | ----------------- | -------------- | ----------------- | ----------------- | ------------------------------- | -------------------------------- |
| 1  | 부비 트랩         | 1982년10월3일  | 마쓰자키 겐니치   | 이시구로 노보루   | 다카야마 후미히코               | 미키모토 하루히코, 이타노 이치로 |
| 2  | 카운트 다운       | 1982년10월3일  | 마쓰자키 겐니치   | 카와모리 쇼지     | 다카야마 후미히코 쓰야마 요시미 | 미키모토 하루히코, 이타노 이치로 |
| 3  | 스페이스 폴드     | 1982년10월17일 | 마쓰자키 겐니치   | 야마다 카쓰히사   | 야스무라 마사이치               | 박형인                           |
| 4  | 링 밍메이         | 1982년10월24일 | 이시구로 노보루   | 다카야마 후미히코 | 다카야마 후미히코               | 미키모토 하루히코, 이타노 이치로 |
| 5  | 트랜스포메이션    | 1982년10월31일 | 토미타 스케히로   | 야스무라 마사이치 | 야스무라 마사이치               | 스즈키 에이지, 이타노 이치로     |
| 6  | 다이다로스 어택   | 1982년11월14일 | 토미타 스케히로   | 이시구로 노보루   | 다카야마 후미히코               | 미키모토 하루히코, 이타노 이치로 |
| 7  | 바이 바이 마스    | 1982년11월23일 | 마쓰자키 겐니치   | 야마다 카쓰히사   | 야스무라 마사이치               | 히라노 토시히로                  |
| 8  | 롱게스트 버스데이 | 1982년11월28일 | 마쓰자키 겐니치   | 야마다 타로       | 원출만                          | 스즈키 에이지, 이타노 이치로     |
| 9  | 미스 마크로스     | 1982년12월5일  | 토미타 스케히로   | 야마가 히로유키   | 야마가 히로유키                 | 미키모토 하루히코, 이타노 이치로 |
| 10 | 블라인드 게임     | 1982년12월12일 | 마쓰자키 겐니치   | 다카야마 후미히코 | 요시다 히로시                   | 스즈키 에이지, 정유복            |
| 11 | 퍼스트 컨택       | 1982년12월19일 | 토미타 스케히로   | 구로카와 에이지   | 다카야마 후미히코               | 미키모토 하루히코                |
| 12 | 빅 이스케이프     | 1982년12월26일 | 토미타 스케히로   | 구로카와 에이지   | 아키야마 카쓰히토               | 히라노 토시히로                  |
| 13 | 블루 윈도우       | 1983년1월9일   | 마쓰자키 겐니치   | 야마다 가쓰히사   | 다나카 히로유키                 | 박형인                           |
| 14 | 글로벌 리포트     | 1983년1월16일  | -                 | 이시구로 노보루   | 이시구로 노보루                 | 미키모토 하루히코, 이타노 이치로 |
| 15 | 차이나 타운       | 1983년1월23일  | 마쓰자키 겐니치   | 토모부키 아미     | 다카야마 후미히코               | 미키모토 하루히코, 이타노 이치로 |
| 16 | 쿵푸 댄디         | 1983년1월30일  | 오오노기 히로시   | 야스무라 마사이치 | 야스무라 마사이치               | 스즈키 에이지, 히라노 토시히로   |
| 17 | 판타즘            | 1983년2월13일  | -                 | 쿠로가와 에이지   | 이시구로 노보루                 | 미키모토 하루히코, 이타노 이치로 |
| 18 | 파인 샐러드       | 1983년2월20일  | 호시야마 히로유키 | 이시구로 노보루   | 다카야마 후미히코               | 미키모토 하루히코, 이타노 이치로 |
| 19 | 버스트 포인트     | 1983년2월27일  | 토미타 스케히로   | 쿠로가와 에이지   | 아키야마 카쓰히토               | 히라노 토시히로                  |
| 20 | 파라다이스 로스트 | 1983년3월6일   | 마쓰자키 겐니치   | 야마다 가쓰히사   | 요시다 히로시                   | 박형인                           |
| 21 | 마이크로 코스모스 | 1983년3월13일  | 오오노기 히로시   | 이시구로 노보루   | 가사하라 다쓰야                 | 미키모토 하루히코, 이타노 이치로 |
| 22 | 러브 컨서트       | 1983년3월20일  | 호시야마 히로유키 | 아키야마 카쓰히토 | 아키야마 카쓰히토               | 박형인                           |
| 23 | 드롭 아웃         | 1983년3월27일  | 오오노기 히로시   | 야스무라 마사이치 | 야스무라 마사이치               | 스즈키 에이지, 히라노 토시히로   |
| 24 | 굿바이 걸         | 1983년4월3일   | 토미타 스케히로   | 다카야마 후미히코 | 다카야마 후미히코               | 미키모토 하루히코, 이타노 이치로 |
| 25 | 버진 로드         | 1983년4월10일  | 토미타 스케히로   | 산폰가 야스미     | 요시다 히로시                   | 박형인                           |
| 26 | 메신저            | 1983년4월17일  | 마쓰자키 겐니치   | 야키야마 가쓰히토 | 야키야마 가쓰히토               | 히라노 토시히로                  |
| 27 | 사랑은 흐른다     | 1983년4월24일  | 마쓰자키 겐니치   | 구로가와 에이지   | 이시구로 노보루 가사하라 다쓰야 | 미키모토 하루히코, 이타노 이치로 |
| 28 | 마이 앨범         | 1983년5월1일   | 호시야마 히로유키 | 이시구로 노보루   | 다카야마 후미히코               | 시마다 히데아키                  |
| 29 | 론리 송           | 1983년5월8일   | 토미타 스케히로   | 야스무라 마사이치 | 야스무라 마사이치               | 박형인                           |
| 30 | 비바 마리아       | 1983년5월15일  | 오오노기 히로시   | 다카야마 후미히코 | 카사하라 다쓰야                 | 스즈키 에이지                    |
| 31 | 사탄 돌           | 1983년5월22일  | 토미타 스케히로   | 아키야마 카쓰히토 | 아키야마 카쓰히토               | 히라노 토시히로, 이타노 이치로   |
| 32 | 브로큰 하트       | 1983년5월29일  | 오오노기 히로시   | 야마다 카쓰히사   | 요시다 히로시                   | 박형인                           |
| 33 | 레이니 나이트     | 1983년6월5일   | 호시야마 히로유키 | 이시구로 노보루   | 가사하라 다쓰야                 | 스즈키 에이지                    |
| 34 | 프라이빗 타임     | 1983년6월12일  | 오오노기 히로시   | 니시모리 아키라   | 아키야마 카쓰히토               | 박형인                           |
| 35 | 로마네스크        | 1983년6월19일  | 토미타 스케히로   | 다카야마 후미히코 | 다카야마 후미히코               | 시마다 히데아키                  |
| 36 | 달콤한 이별       | 1983년6월26일  | 카와모리 쇼지     | 야스무라 마사이치 | 야스무라 마사이치               | -                                |

## 관련 작품

### 극장 작품
《초시공요새 마크로스 사랑.기억하나요》(일본어: 超時空要塞マクロス 愛・おぼえていますか)

작품세계에는 승전 20주년을 기념해 만들어진 기념영화로 설정되어 있다.

### OVA
《초시공요새 마크로스 Flash Back 2012》(일본어: 超時空要塞マクロス Flash Back 2012)

상영시간 30분, 총 9곡의 오리지널 넘버가 수록된 뮤직비디오